# NGC 751
NGC 751 je eliptická galaxie v souhvězdí Trojúhelníku. Tvoří dvojici interagujících galaxií s galaxií NGC 750. Tento pár galaxií je v zařazený v Arpově katalogu jako Arp 166. 
Její zdánlivá jasnost je 12,2m a úhlová velikost 1,2′ × 1,2′. Je vzdálená 237 milionů světelných let.
Objekt objevil 11. října 1850 irský inženýr a astronom Bindon Blood Stoney dalekohledem lorda Rosse s průměrem 72 palců (183 cm), když rozlišil objekt objevený v orce 1784 Williamem Herschelem jako dvojici blízkých mlhavých galaxií.